# RAF Welford
RAF Welford är en militärbas i Storbritannien.   Den ligger i kommunen West Berkshire i riksdelen England, i den södra delen av landet, 90 km väster om huvudstaden London. RAF Welford ligger 147 meter över havet.
Terrängen runt RAF Welford är platt. Runt RAF Welford är det ganska tätbefolkat, med 207 invånare per kvadratkilometer. Närmaste större samhälle är Newbury, 9,1 km sydost om RAF Welford. Trakten runt RAF Welford består till största delen av jordbruksmark.